# Hovhannes X (ormiański patriarcha Konstantynopola)
Hovhannes X (ur. ?, zm. ?) – w latach 1781–1782 56. ormiański Patriarcha Konstantynopola.